# Liste der Naturdenkmale in Langenweißbach
Die Liste der Naturdenkmale in Langenweißbach nennt die Naturdenkmale in Langenweißbach im sächsischen Landkreis Zwickau.

## Definition
„Naturdenkmäler sind rechtsverbindlich festgesetzte Einzelschöpfungen der Natur oder entsprechende Flächen bis zu fünf Hektar, deren besonderer Schutz erforderlich ist
1. aus wissenschaftlichen, naturgeschichtlichen oder landeskundlichen Gründen oder
2. wegen ihrer Seltenheit, Eigenart oder Schönheit.“

„§ 18 – Naturdenkmäler – (zu § 28 BNatSchG)
(1) Die Erklärung nach § 22 Abs. 1 BNatSchG von Teilen von Natur und Landschaft als Naturdenkmal erfolgt durch Rechtsverordnung oder Einzelanordnung.
(2) Über § 28 Abs. 1 BNatSchG hinaus können Naturdenkmäler zur Sicherung von Lebensgemeinschaften oder Lebensstätten von im Bestand gefährdeten oder streng geschützten Arten festgesetzt werden.“

## Liste
Diese Auflistung unterscheidet zwischen Flächennaturdenkmalen (FND) mit einer Fläche bis zu 5 ha (bei Verordnung nach DDR-Recht auch mehr) und Einzel-Naturdenkmalen (ND).
Link zu einem Kartenansichtstool, um Koordinaten zu setzen.
| Bild | Bezeichnung                 | Lage                                           | Beschreibung                                                       | Datum | Nummer       |
| ---- | --------------------------- | ---------------------------------------------- | ------------------------------------------------------------------ | ----- | ------------ |
| BW   | Pfarrgarten Weißbach        | Weißbach (50° 37′ 35,6″ N, 12° 35′ 10,1″ O)    | FND. 33534 m² Fläche.                                              | 1996  | Z364.231.017 |
| BW   | Hermannsdorfer Feuchtgebiet | Hermannsdorf (50° 38′ 10″ N, 12° 35′ 43,3″ O)  | FND. 18996 m² Fläche.                                              | 2012  | Z364.231.026 |
| BW   | Laubwaldzelle Ochsenkopf    | Hermannsdorf (50° 39′ 27,8″ N, 12° 37′ 5,1″ O) | FND. 32818 m² Fläche.                                              | 1990  | Z364.231.040 |
| BW   | Buche, Linde, Feldahorn     | Grünau (50° 39′ 20,9″ N, 12° 36′ 28,4″ O)      | Standorte östlich des Bauerngutes an der Wildenfelser Straße.      | 1963  |              |
| BW   | 5-stämmige Eiche            | Grünau (50° 39′ 33,8″ N, 12° 38′ 26,9″ O)      | Standort An der Eichleithe am Waldrand des Weges Wildenfels-Stein. | 1963  |              |
| BW   | Ulme                        | Grünau (50° 39′ 20,7″ N, 12° 36′ 44″ O)        | Bergulme in der Feldflur westlich der Augustenhöhe.                | 1963  |              |